# Alabastre (mineral)
L'alabastre és una varietat de guix massiva i translúcida de gra fi, diferent de la selenita (que és una varietat fibrosa del guix), per bé que també existeix una varietat de calcita amb aquest nom. El nom prové del grec antic αλάϐαστρος («alabastros», atuell sense anses), puix que també s'anomenen alabastres els flascons de perfum sense anses fets d'aquest material. L'alabastre, essent guix, es pot ratllar amb l'ungla (duresa de Mohs d'1,5 a 2). Cristal·litza en el sistema monoclínic i la seva fórmula és CaSO₄·2H₂O.
Tallat en fines làmines fou utilitzat com si fos vidre en les finestres dels edificis romànics. Avui s'utilitza en escultura i com a pedra decorativa. Com que és molt tou es pot tallar amb formes molt elaborades. Essent soluble en l'aigua, hom no el pot fer servir en exteriors.
L'alabastre calcari és una varietat de calcita o roca calcària amb un agregat estalagmític translúcid i de colors clars. També se l'anomena «alabastre dels antics», «alabastre de la Bíblia» o «alabastre de l'est», car els primers objectes que coneixem fets amb alabastre calcari procedeixen de Pròxim Orient.

## Obtenció de l'alabastre
En foren famosos els tallers de Nottingham, York i Londres als segles xiv i xv. També se'n troba la Toscana. A Catalunya són conegudes les pedreres de Beuda i de Sarral. L'escola escultòrica a Girona va començar a fer servir aquest material de les pedreres catalanes al segle xiv i més tard hi van destacar Antoni Canet, Pere Oller, Pere Joan i altres.
Bona part de l'extracció mundial d'alabastre es realitza a l'Aragó, a la Vall de l'Ebre. Destaquen pobles com ara Gelsa, Quinto, Fuentes de Ebro, Azaila, La Puebla de Híjar i Albalate del Arzobispo.

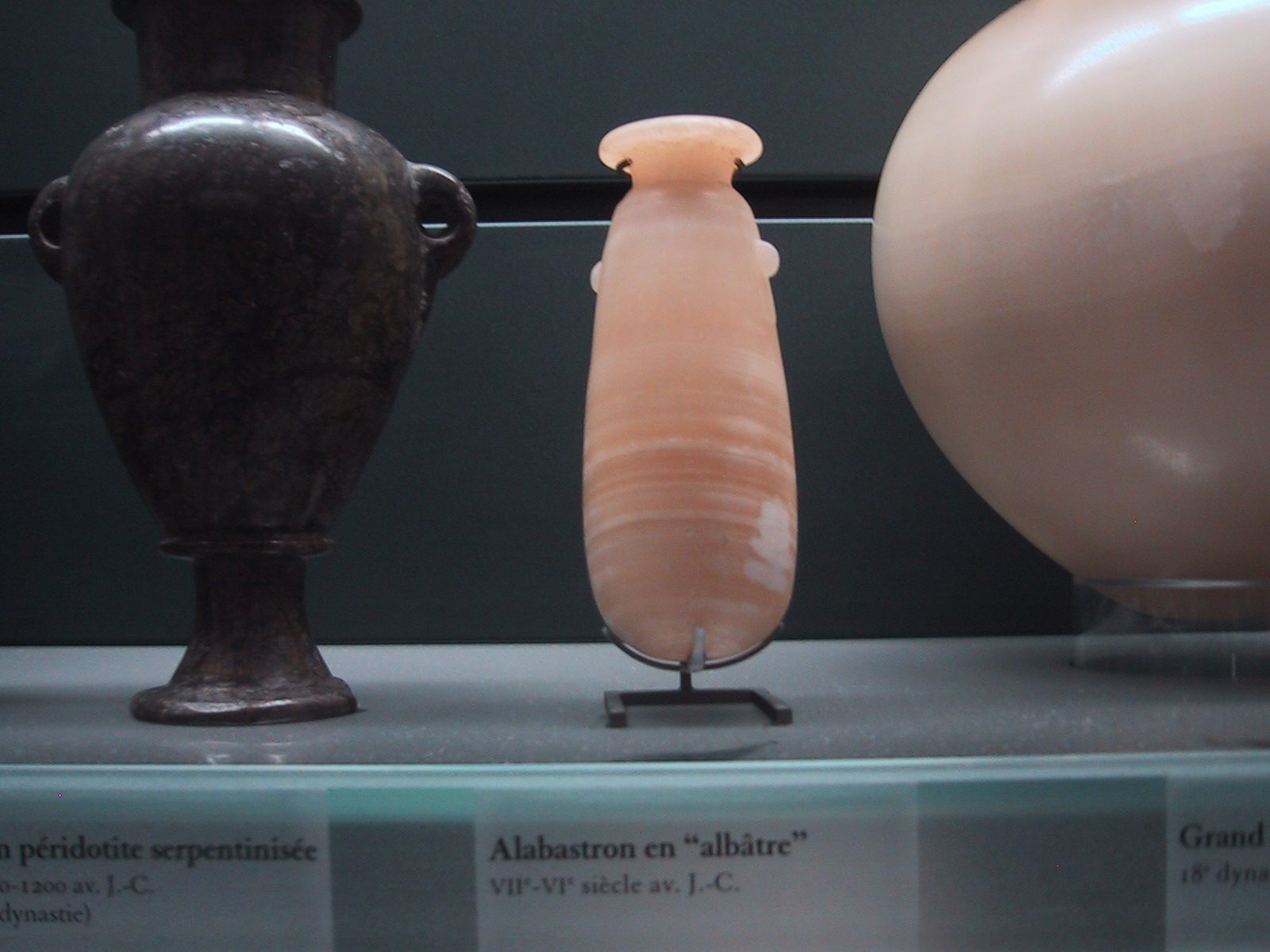
L'alabastre també és un tipus de recipient que originàriament era fet d'aquest mineral.

L'explotació es fa mitjançant pedreres, que malmeten greument el paisatge provocant un greu impacte ambiental perquè no és gen fàcil la restauració en un clima tan àrid. Com que és un mineral molt soluble en aigua, el relleu s'erosiona amb facilitat.